# Lineare B

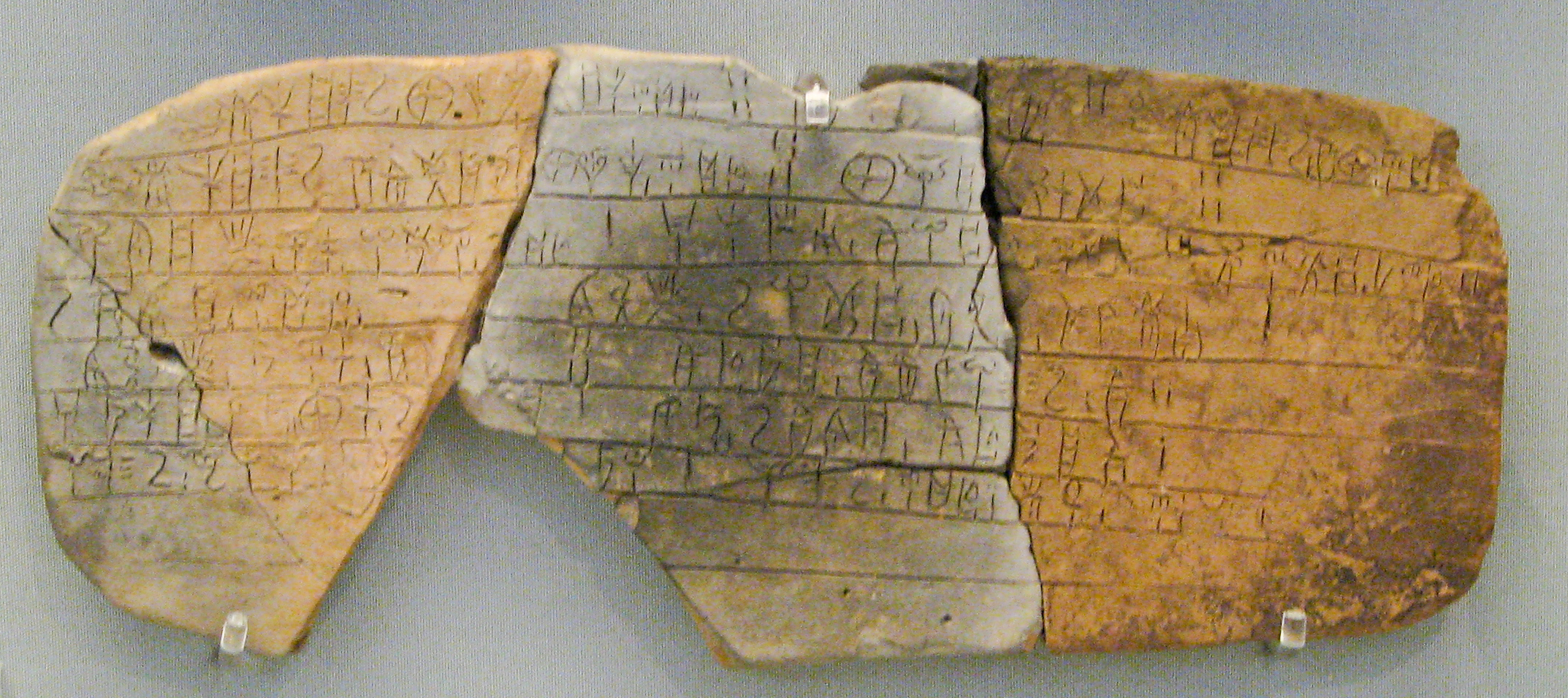
Iscrizione in lineare B su una tavoletta da Pilo

La lineare B fu un sistema di scrittura a carattere sillabico utilizzato dai Micenei per denotare graficamente la loro lingua, risultata essere una forma arcaica della lingua greca.
Le prime testimonianze di questa scrittura si trovano su tavolette risalenti ai secoli XIV e XIII a.C.
I primi testi in lineare B furono trovati dall'archeologo britannico Arthur Evans nel 1900 nel Palazzo di Cnosso; altri esemplari furono rinvenuti a Pilo di Messenia, a Micene e a Tebe.
La scrittura micenea derivò da quella minoica, il lineare A, diffusa tra il XVII e il XV secolo a.C.
Alice Kober, che dedicò anni allo studio del Lineare B, intuì che esso fosse un linguaggio flesso.
Gli studi della Kober furono la base per la successiva decifrazione della lineare B che si deve a Michael Ventris e John Chadwick, dalla metà degli anni quaranta alle pubblicazioni del 1953.
La lineare B è scritta da sinistra a destra e conta circa 200 segni, dei quali una novantina sono segni sillabici con valore fonetico, mentre i rimanenti sono ideogrammi, con valore semantico.
Esiste anche un sistema numerico decimale, costituito da linee verticali per le unità, orizzontali per le decine e cerchi per le centinaia. Si tratta di una scrittura arcaica e abbastanza rudimentale, che non evidenzia abbastanza bene i fenomeni fonetici del miceneo (tra l'altro, non registra la quantità vocalica).
Il lineare B (e presumibilmente anche il lineare A che lo precede cronologicamente) era impiegato per scrivere su tavolette, oggetti, e (poco) nella glittica, ma presumibilmente questi erano solo alcuni dei suoi usi. Anzi, si può ipotizzare che fossero usi "minori", anche perché, con poche eccezioni, i documenti in lineare B sono riconducibili alla contabilità di palazzo e ad "appunti". Il supporto prediletto per la scrittura (commerciale e diplomatica) che supponiamo esistesse (oltre eventualmente alla poesia), presumibilmente non era la tavoletta d'argilla. Sappiamo che accanto a queste vi erano anche tavolette di legno cerato (probabilmente per i conti e usate come quaderni di scuola, come in epoca classica) perché alcune sono state trovate in alcuni naufragi. Alcuni studiosi (in particolare Louis Godart e Paul Farure) notano come siano abbastanza frequenti in contesti micenei e minoici dei piccoli oggetti, simili a dei sigilli di argilla, che in Egitto si trovano associati a dei papiri, come "titoli". I papiri (o gli altri supporti deperibili) in Egitto si sono potuti conservare, in Grecia, per ragioni climatiche no. Inoltre Godart evidenzia come il termine acheo (soprattutto nei dialetti ciprioti, più conservativi) per indicare "scrivere" non si riferisca (come, invece, in molte lingue medio-orientali, abituate a scrivere su tavolette d'argilla) all'area semantica dell'incidere o del premere, ma a quella dell'ungere e del pitturare. Il lineare, quindi, presumibilmente era soprattutto dipinto su supporti deperibili (in modo più simile alla cultura egizia che a quelle anatoliche e siraiche/cananee), e solo una piccolissima parte dei documenti scritti in lineare B (e A) è quindi potuto sopravvivere fino a noi.

## Caratteri
La lineare B è assegnata all'Unicode Range 10000–1007F per i segni sillabici (60) e 10080–100FF per gli ideogrammi (più di 100). I 60 caratteri sillabici sono:
|     | -a   | -e   | -i   | -o   | -u   |
| --- | ---- | ---- | ---- | ---- | ---- |
| 𐀀 a | 𐀁 e  | 𐀂 i  | 𐀃 o  | 𐀄 u  |      |
| d-  | 𐀅 da | 𐀆 de | 𐀇 di | 𐀈 do | 𐀉 du |
| j-  | 𐀊 ja | 𐀋 je |      | 𐀍 jo | 𐀎 ju |
| k-  | 𐀏 ka | 𐀐 ke | 𐀑 ki | 𐀒 ko | 𐀓 ku |
| m-  | 𐀔 ma | 𐀕 me | 𐀖 mi | 𐀗 mo | 𐀘 mu |
| n-  | 𐀙 na | 𐀚 ne | 𐀛 ni | 𐀜 no | 𐀝 nu |
| p-  | 𐀞 pa | 𐀟 pe | 𐀠 pi | 𐀡 po | 𐀢 pu |
| q-  | 𐀣 qa | 𐀤 qe | 𐀥 qi | 𐀦 qo |      |
| r-  | 𐀨 ra | 𐀩 re | 𐀪 ri | 𐀫 ro | 𐀬 ru |
| s-  | 𐀭 sa | 𐀮 se | 𐀯 si | 𐀰 so | 𐀱 su |
| t-  | 𐀲 ta | 𐀳 te | 𐀴 ti | 𐀵 to | 𐀶 tu |
| w-  | 𐀷 wa | 𐀸 we | 𐀹 wi | 𐀺 wo |      |
| z-  | 𐀼 za | 𐀽 ze |      | 𐀿 zo |      |

## Scoperta
Analizzando la ricchezza e la produzione artistica dei Micenei, in assenza di risorse naturali quali miniere d'oro o argento, Arthur Evans ipotizzò l'esistenza di un sistema economico specializzato e molto ben organizzato. La conclusione a cui arrivò fu quella della necessità di una forma di scrittura, di cui cercò le tracce, nonostante nessuna iscrizione fosse stata fino a quel momento rinvenuta.
Nel 1900, alla fine del dominio turco sull'isola di Creta, eseguì degli scavi nel sito archeologico di Cnosso (il più importante sito dell'isola), e il 30 marzo di quello stesso anno, una settimana dopo l'inizio delle ricerche, ritrovò le prime tavolette scritte.
Evans ipotizzò che la lineare B fosse uno stile di scrittura ristretto alla corte di Cnosso, utilizzata dagli scrivani del re. In seguito alle successive scoperte questa teoria è però risultata infondata. Chadwick, che contribuì in seguito a decifrare le iscrizioni, affermò che la lineare B è il risultato dell'adattamento dei segni minoici alla lingua greca, aggiungendo che anche questa ipotesi è incompleta e non verificabile, almeno finché la lineare A non verrà a sua volta decifrata.

## Decifrazione
Nel 1901, nel suo primo rapporto sulle iscrizioni rinvenute a Creta, Evans scriveva: 
(A. Evans, 1901 - Annual of British School at Athens, IV, pp. 57-59.)
Evans aveva osservato che la stragrande maggioranza delle iscrizioni contenevano elenchi o documenti contabili. 
Infatti, i testi in lineare B ritrovati erano composti da gruppi variabili dai due agli otto segni, a cui spesso segue un segno isolato (raffigurante un animale o un oggetto stilizzato) seguito da un numerale. Compilò una tabella nella quale si evidenzia un sistema decimale, ma in cui non esiste lo zero, nel quale i tratti verticali indicano le unità, i tratti orizzontali le decine, cerchi per le centinaia e circoli con raggi le migliaia, circoli con raggi ma con un trattino al centro le decine di migliaia.
Evans non riuscì a completare la sua opera di catalogazione dei testi, né a trovare la chiave per decifrarli. Le prime pubblicazioni contenenti le iscrizioni furono disponibili dopo la prima guerra mondiale, ma bisognerà attendere molti anni ancora e la fine della seconda guerra mondiale per una pubblicazione completa delle tavolette, che in parte nel frattempo andarono distrutte o furono danneggiate.
Nel 1952 il «profano» Michael Ventris (architetto e archeologo dilettante) annunciò in una trasmissione radiofonica della BBC di avere trovato la soluzione all'enigma della lineare B, sostenendo che si trattava di una forma arcaica di sillabario greco arcaico:
(BBC, terzo programma, giugno 1952)
Insieme al glottologo John Chadwick, professore all'Università di Cambridge, i documenti furono pazientemente decifrati.
A Pilo nel Peloponneso nel 1939 fu trovato un archivio di tavolette in lineare B, la stessa scrittura del palazzo di Cnosso, che fotografate da Alison Frantz, consentirono poi la decifrazione da parte di Michael Ventris.
Nel 1953 nel palazzo di Nestore a Pilo l'archeologo Carl Blegen dissotterrò la "tavoletta dei tripodi". Questa elenca una serie di vasi con la descrizione del numero di "orecchie" o anse e relativo disegno geroglifico a fianco. Il disegno provava inconfutabilmente che la tavoletta era scritta in greco. 
Recenti scoperte a Kaukania (1994) e a Dimini in Tessaglia retrodatano questa scrittura all'inizio del XVII secolo a.C. senza ombra di dubbio, come sottolinea Louis Godart nel suo ultimo lavoro: "Alcuni scrittori di bassa lega hanno sostenuto con insistenza e spregiudicatezza che la pietra di Kaukania fosse un falso. L'affermazione è offensiva per un'archeologa (Xeni Arapogianni) che ha sempre svolto il proprio lavoro con dedizione e somma competenza, perciò si dovrebbe rispondere a tali accuse solo con sprezzante silenzio. Tuttavia Arapogianni e io abbiamo voluto dissipare ogni dubbio circa l'autenticità dell'iscrizione inviando il reperto al laboratorio Demokritos di Atene per analisi. Al termine di un lungo e paziente lavoro Yannis Maniatis è giunto alla conclusione che non vi è dubbio circa l'autenticità del reperto". (Louis Godart, Da Minosse a Omero, Einaudi 2020 pag. 266).

## La proposta di Chadwick e Ventris
Una proposta di decodifica fu elaborata da Michael Ventris e John Chadwick, lettore all'Università di Cambridge. L'idea si sviluppò attraverso uno scambio epistolare iniziato nel 1952 e durato fino a poco prima della morte di Ventris, nel '56. Fu proposta in due pubblicazioni, a firma di entrambi:
1. Evidence for Greek Dialect in the Mycenaean Archives (Journal of Hellenic Studies, 1953)[3],
2. Documents in Mycenaean Greek  (Cambridge, 1956): un'analisi di più di trecento reperti[4], che ebbe una ristampa nel 1959, e un'edizione riveduta e corretta nel 1973[5].

Nella seguente tavola di corrispondenza i segni sono identificati col numero (non progressivo) loro assegnato da Emmett L. Bennett Jr. (1918-2011). 
| Segni identificati di forma V, CV | Segni identificati di forma V, CV | Segni identificati di forma V, CV | Segni identificati di forma V, CV | Segni identificati di forma V, CV | Segni identificati di forma V, CV | Segni identificati di forma V, CV | Segni identificati di forma V, CV | Segni identificati di forma V, CV | Segni identificati di forma V, CV | Segni identificati di forma V, CV |
|                                   | -a                                | -a                                | -e                                | -e                                | -i                                | -i                                | -o                                | -o                                | -u                                | -u                                |
| --------------------------------- | --------------------------------- | --------------------------------- | --------------------------------- | --------------------------------- | --------------------------------- | --------------------------------- | --------------------------------- | --------------------------------- | --------------------------------- | --------------------------------- |
|                                   | 𐀀                                 | a *08                             | 𐀁                                 | e *38                             | 𐀂                                 | i *28                             | 𐀃                                 | o *61                             | 𐀄                                 | u *10                             |
| d-                                | 𐀅                                 | da *01                            | 𐀆                                 | de *45                            | 𐀇                                 | di *07                            | 𐀈                                 | do *14                            | 𐀉                                 | du *51                            |
| j-                                | 𐀊                                 | ja *57                            | 𐀋                                 | je *46                            |                                   |                                   | 𐀍                                 | jo *36                            |                                   |                                   |
| k-                                | 𐀏                                 | ka *77                            | 𐀐                                 | ke *44                            | 𐀑                                 | ki *67                            | 𐀒                                 | ko *70                            | 𐀓                                 | ku *81                            |
| m-                                | 𐀔                                 | ma *80                            | 𐀕                                 | me *13                            | 𐀖                                 | mi *73                            | 𐀗                                 | mo *15                            | 𐀘                                 | mu *23                            |
| n-                                | 𐀙                                 | na *06                            | 𐀚                                 | ne *24                            | 𐀛                                 | ni *30                            | 𐀜                                 | no *52                            | 𐀝                                 | nu *55                            |
| p-                                | 𐀞                                 | pa *03                            | 𐀟                                 | pe *72                            | 𐀠                                 | pi *39                            | 𐀡                                 | po *11                            | 𐀢                                 | pu *50                            |
| q-                                | 𐀣                                 | qa *16                            | 𐀤                                 | qe *78                            | 𐀥                                 | qi *21                            | 𐀦                                 | qo *32                            |                                   |                                   |
| r-                                | 𐀨                                 | ra *60                            | 𐀩                                 | re *27                            | 𐀪                                 | ri *53                            | 𐀫                                 | ro *02                            | 𐀬                                 | ru *26                            |
| s-                                | 𐀭                                 | sa *31                            | 𐀮                                 | se *09                            | 𐀯                                 | si *41                            | 𐀰                                 | so *12                            | 𐀱                                 | su *58                            |
| t-                                | 𐀲                                 | ta *59                            | 𐀳                                 | te *04                            | 𐀴                                 | ti *37                            | 𐀵                                 | to *05                            | 𐀶                                 | tu *69                            |
| w-                                | 𐀷                                 | wa *54                            | 𐀸                                 | we *75                            | 𐀹                                 | wi *40                            | 𐀺                                 | wo *42                            |                                   |                                   |
| z-                                | 𐀼                                 | za *17                            | 𐀽                                 | ze *74                            |                                   |                                   | 𐀿                                 | zo *20                            |                                   |                                   |

Tavole e sigilli micenei mostrano segni considerevolmente diversi tra loro e rispetto al sistema di decodifica di Chadwick-Ventris. Le ragioni sono ancora ignote e dibattute fra gli studiosi della civiltà religiosa micenea.